# Music Station
Music Station (ミュージックステーション) é um programa de televisão musical japonês. Iniciou a ser transmitido em 24 de outubro de 1986 e continua a ser exibido semanalmente na tv asahi. O programa é também popularmente conhecido como M Sute (Mステ, Emu Sute).
AKB48, O-Zone, The Cardigans, Scatman John, Babyface, Me & My, Mr. Big, Green Day, Fishbone, The Blow Monkeys, Deborah Gibson, Tiffany, Swing Out Sister, Kiss, Aerosmith, Bon Jovi, Boyz II Men, Lenny Kravitz, Meja, Charlotte Church, Alanis Morissette, Enya, David Guetta,David Bisbal,Destiny's Child, t.A.T.u., Michelle Branch, Shakira,Soy Luna, Soy Luna Live, SKE48, Alicia Keys, Busta Rhymes, BTS,Beyoncé, Holly Valance, Britney Spears, Mariah Carey, Avril Lavigne, Hilary Duff, The Offspring, Ana Johnsson, Backstreet Boys, Stevie Wonder, James Blunt, Red Hot Chili Peppers, Jennifer Lopez, Daniel Powter, Fergie, Sarah Brightman, Delta Goodrem, U2, John Legend, Kanye West, Keyakizaka46, My Chemical Romance, Maroon 5, Leona Lewis, Flo Rida, Lady Gaga, The Black Eyed Peas, Oasis, Christina Aguilera, Norah Jones, HKT48, Redfoo, Taylor Swift, TWICE,Rihanna, Linkin Park, Ne-Yo, NMB48, Nogizaka46, Carly Rae Jepsen, The Strypes, Bruno Mars, Little Mix, One Direction, Katy Perry, Coldplay, Pharrell Williams, Ariana Grande, Justin Bieber, Underworld, Fifth Harmony Perfume, Kyary Pamyu Pamyu and several Korean-pop groups.